# Американска гастроентерологична асоциация
Американската гастроентерологична асоциация е научна организация, обединяваща над 5000 члена – лекари, доктори на науките и научни работници, работещи в областта на науката Гастроентерология в САЩ и Канада. Организацията издава водещото научно списание в света в тази област на медицината – Gastroenterology, и организира най-мащабната медицинска научна конференция в света – Digestive Disease Week.